# Gentiana phyllopoda
Gentiana phyllopoda är en gentianaväxtart som beskrevs av Leveille. Gentiana phyllopoda ingår i släktet gentianor, och familjen gentianaväxter. Inga underarter finns listade i Catalogue of Life.